# 蘇丹經濟
蘇丹經濟在2008年下半年前快速增長，原因包括石油增產、油價高企和外國直接投資大量流入。國內生產總值在2006年和2007年期間每年增長超過10%。蘇丹自1997年起與國際貨幣基金組織合作推行宏觀經濟改革，其中包括管理淨動匯率等。蘇丹在1999年第4季開始出口原油，農業生產仍然重要，僱用八成勞動人口，佔國內生產總值的三分之一。儘管人均收入急速上升，但由於達爾富爾衝突、南部二十年內戰、大面積缺乏基礎設施和大部分人口依賴農業為生，大部分人口將繼續在貧困線或以下生活。2007年1月，政府發行新貨幣蘇丹鎊，把初始匯率設為每1美元兑2鎊。

## 宏觀經濟走勢
蘇丹的主要資源是農業，但自1933年10月起，棉花、花生、乳香和芝麻種子生產和出口的重要性增加。雖然該國正試圖使其經濟作物多樣化，但棉花和花生仍然是其主要的出口農產品。高粱是主要的糧食作物，而小麥種植則用於內銷。芝麻和花生種植主要用於內銷，而出口量增加。畜牧業具有巨大潛力，許多動物尤其是牛、羊和駱駝被出口到沙特阿拉伯和其他阿拉伯國家。然而，蘇丹仍然是糧食進口國。投資借貸、生產和運輸的問題窒礙農業經濟發展。
蘇丹擁有8,400萬公頃的可耕地，其中不足兩成被耕種。重大農業項目如傑濟拉省的計劃，旨在使該國食物自給自足。蘇丹是世界上潛在的糧倉之一，佔阿拉伯世界耕地面積的45％，因此有「阿拉伯世界菜籃子」的稱號。

## 獨立以後的歷史
蘇丹人均國內生產總值在1960年代增加46%，增長率在1970年代達到高峰170％，但增長水平難以持續，在1980年代減至34％，最終在1990年代下降至26％。 
該國農業產品在1970年代初前主要用於內銷。1972年，蘇丹政府變得更加親西方，計劃出口糧食和經濟作物。然而，商品價格在整個1970年代下跌，對蘇丹經濟構成問題。與此同時，機械化農業借貸的償債成本增加。在1978年，國際貨幣基金與該國政府達成結構調整計劃，進一步促進機械化農業的出口，對該國牧民造成重大經濟問題。 
在1970年代後期和1980年代，國際貨幣基金組織、世界銀行和主要捐助者密切合作，推動改革以應對低效率經濟政策和措施的影響。到1984年，乾旱、通貨膨脹和伊斯蘭教法誤用等因素使捐助減少，資本外逃導致嚴重的外匯危機，進口原料和商品短缺增加。更重要的是，1989年革命使歐洲許多捐助國、美國和加拿大暫停官方發展援助，人道主義援助則不受影響。
蘇丹在1993年成為世界銀行和國際貨幣基金組織的最大債務國，在1990年代中期與國際金融機構的關係惡化，至今仍未完全恢復。該國政府不再符合國際貨幣基金組織的備用計劃，積累大量回購協議的欠款。1988年公布為期4年的經濟改革計劃，但當局沒有追求。1989年宣布經濟改革計劃，開始實施為期3年的經濟轉型方案，旨在減少公共機構赤字、終止補貼、私有化國有企業和鼓勵外國和國內的新投資。1993年，國際貨幣基金組織暫停蘇丹的投票權，世界銀行暫停蘇丹從有效和全面發放的貸款和信貸中取款的權利。洛美基金和歐盟的農業貸款也被暫停，總額超過十億歐元。

## 基礎設施

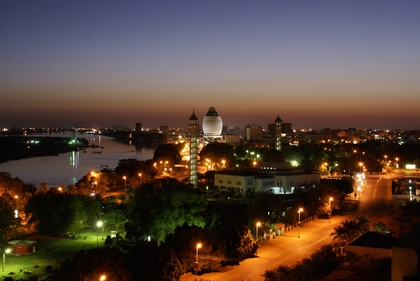
喀土穆郊區的晚上

相對於大部分撒哈拉以南非洲地區，蘇丹的基礎設施發達，許多項目正在進行以在全國各地進一步發展。一些地區尤其是北部各州因石油生產獲得財富而生活變好。該國的電話系統裝備符合區域標準，並以現代化標準管理。麥洛維大壩是該國最大的項目之一。喀土穆在2005年被獲選為阿拉伯文化之都。喀土穆因經濟增長出現更多現代化建築物。然而，南蘇丹獨立之後，該國損失75%石油而經濟出現衰退，一些項目被推遲。南蘇丹石油通往紅海的過境費可能大幅減少損失，政府經濟應急計劃將在2015年結束，使經濟回到正軌，之後經濟將因建設熱潮而發展迅速。

### 零售

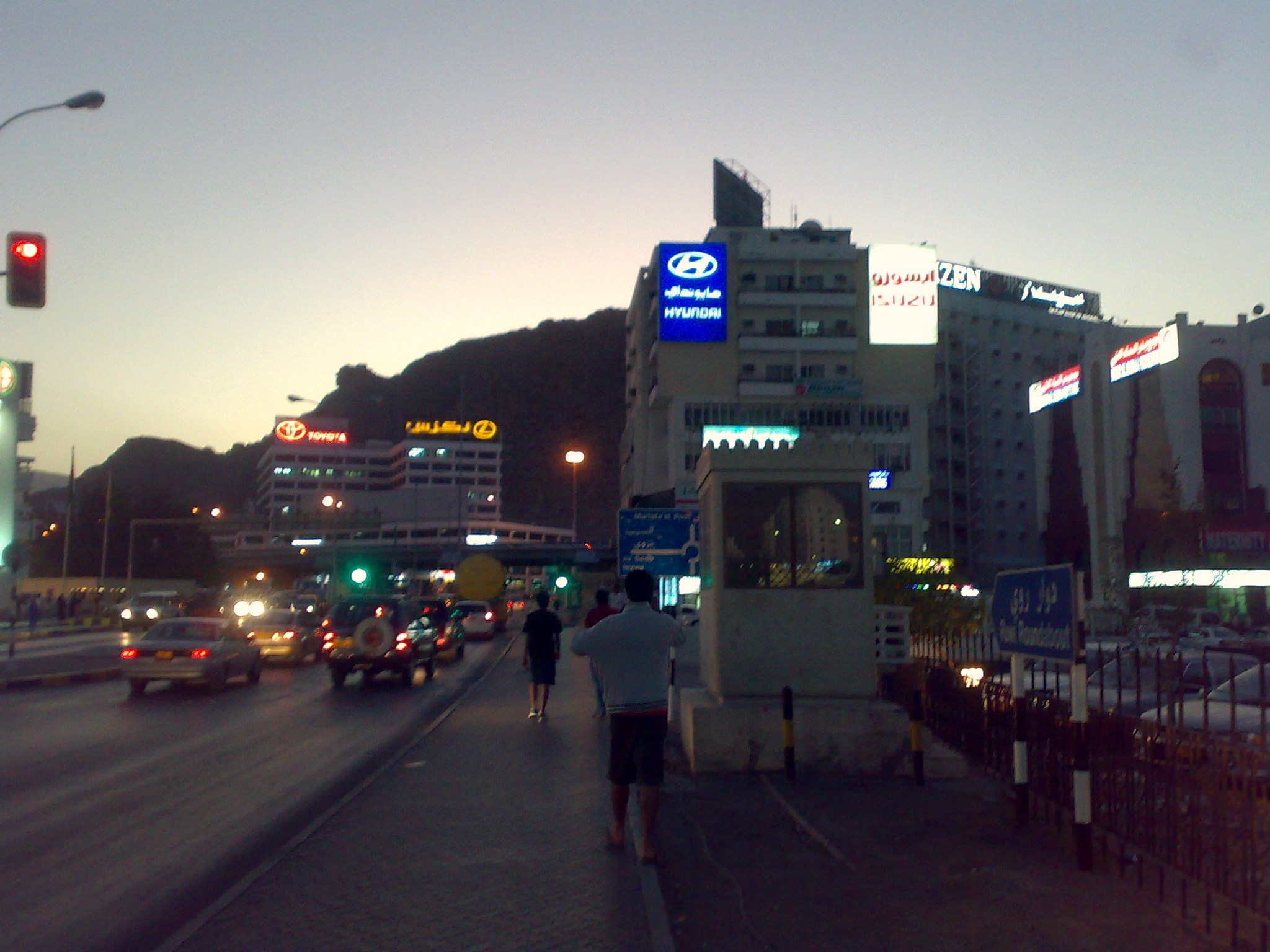
喀土穆市區的黃昏

喀土穆有一座大型露天市場，橫跨市中心幾個街區，被劃分成多個獨立區域，其中一個區域完全集中於黃金買賣。2010年，該國第一座中等規模的商場開業，有一家超市、零售商店、咖啡廳、保齡球館、電影院和兒童遊樂場。2011年，酒店部分和的部分美食廣場開業，而購物和商場部分仍在建設中。

## 鐵路

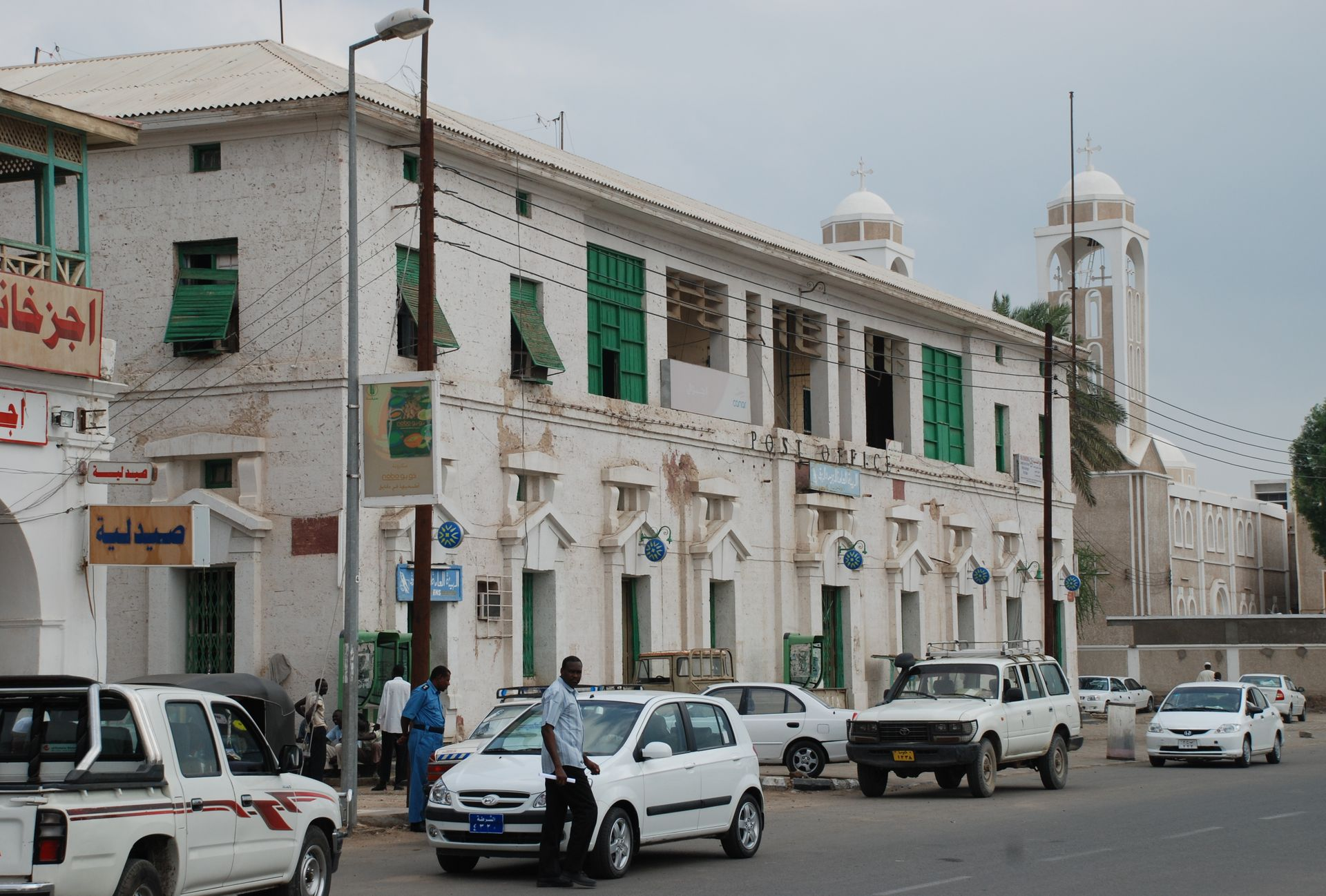
蘇丹港的郵政局

蘇丹的窄軌單軌鐵路全長4,725公里，在該國北部和中部運行。主線從鄰近埃及邊境的瓦迪哈勒法前往喀土穆，經森納爾和科斯提抵達歐拜伊德，延線抵達南達爾富爾省的尼亞拉和加札爾河地區的瓦烏。其他路線連接阿特巴拉、森納爾和蘇丹港，以及森納爾和達馬津。一條全長1,400公里的火車路線鋪設在傑濟拉省種植棉花的地區。現時提升鐵路運輸的工作有限，以扭轉疏忽和效率下降的情形。有些路線服務在雨季期間可能會中斷。

## 旅遊業

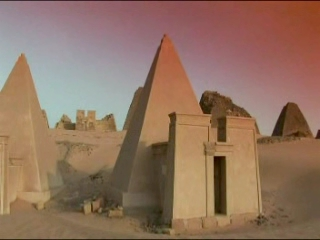
努比亞金字塔

蘇丹是最大的阿拉伯國家之一，其豐富的歷史可追溯到古埃及人和古努比亞人。該國滿佈金字塔，吸引來自敘利亞、埃及、摩洛哥、約旦、其他阿拉伯國家和西方國家的遊客。蘇丹被阿拉伯經濟統一委員會（Council of Arab Economic Unity）選為第8位最熱門的阿拉伯國家，有許多現代化的酒店。該國政府承諾每年撥款1億美元以促進旅遊業。

## 農業
農產品佔該國總出口量約95％。1998年，耕地面積估計約1,690萬公頃，另在該國北部尼羅河和其他河流沿岸預留約1,900萬公頃用作灌溉的土地，這些地區種植的經濟作物有棉花（1999年每年生產17.2萬噸）、棉籽（13.1萬噸）、芝麻（22萬噸）、甘蔗（595萬噸）、花生（98萬噸）、棗類（17.6萬噸）、柑橘類水果、番薯（13.6萬噸）、西紅柿（24萬噸）、芒果、咖啡和煙草，而主要糧食作物有高粱（304.5萬噸）、小米（149.9萬噸）、小麥（16.8萬噸）、豇豆、豆角、豆類植物、玉米（6.5萬噸）和大麥。棉花是主要的出口農產品，是該國經濟不可分割的一部分。蘇丹是世界上芝麻第三大生產國，僅次於中國和印度。

## 工業
蘇丹的工業發展有限，主要由北喀土穆的農產加工業和各類輕工業。傑濟拉省的工業園區近年開始組裝小型汽車、卡車和重型軍事裝備如裝甲運兵車和戰鬥坦克等。雖然蘇丹的礦產資源豐富，但採探工作相當有限，真正潛力仍是未知之數，只有少量石棉、鉻和雲母被用作商業開發。

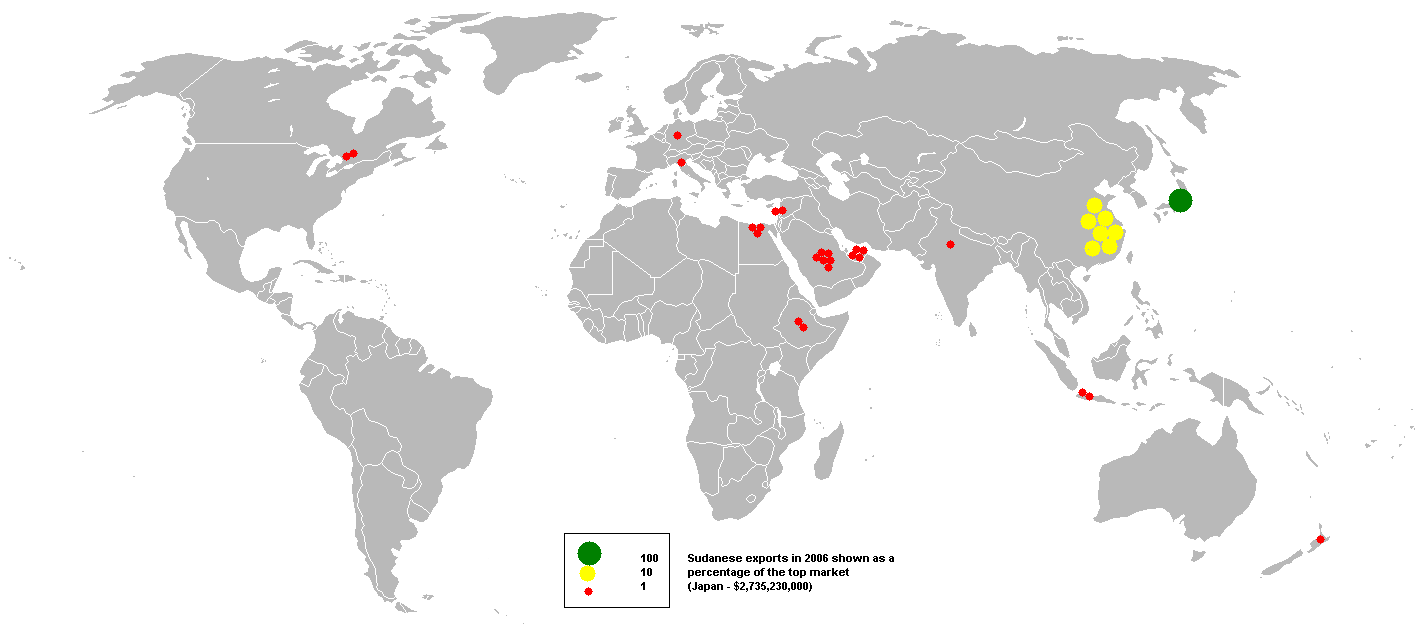
2006年蘇丹出口

## 發電
蘇丹正尋求把發電機組容量增加約300兆瓦，其中180兆瓦來自水力發電，其餘則來火力發電。由於美國持續在經濟、貿易和金融上制裁蘇丹，歐洲投資者最有可能是提供相關技術的來源。蘇丹超過七成水力發電來自青尼羅河電網的羅賽雷斯大壩。政府至今仍難於安排足夠融資推行多個項目增加水力發電、火力發電和其他電力來源。位於麥洛維的新建水壩於2008年啟用，能生產1,250兆瓦電力。

## 石油

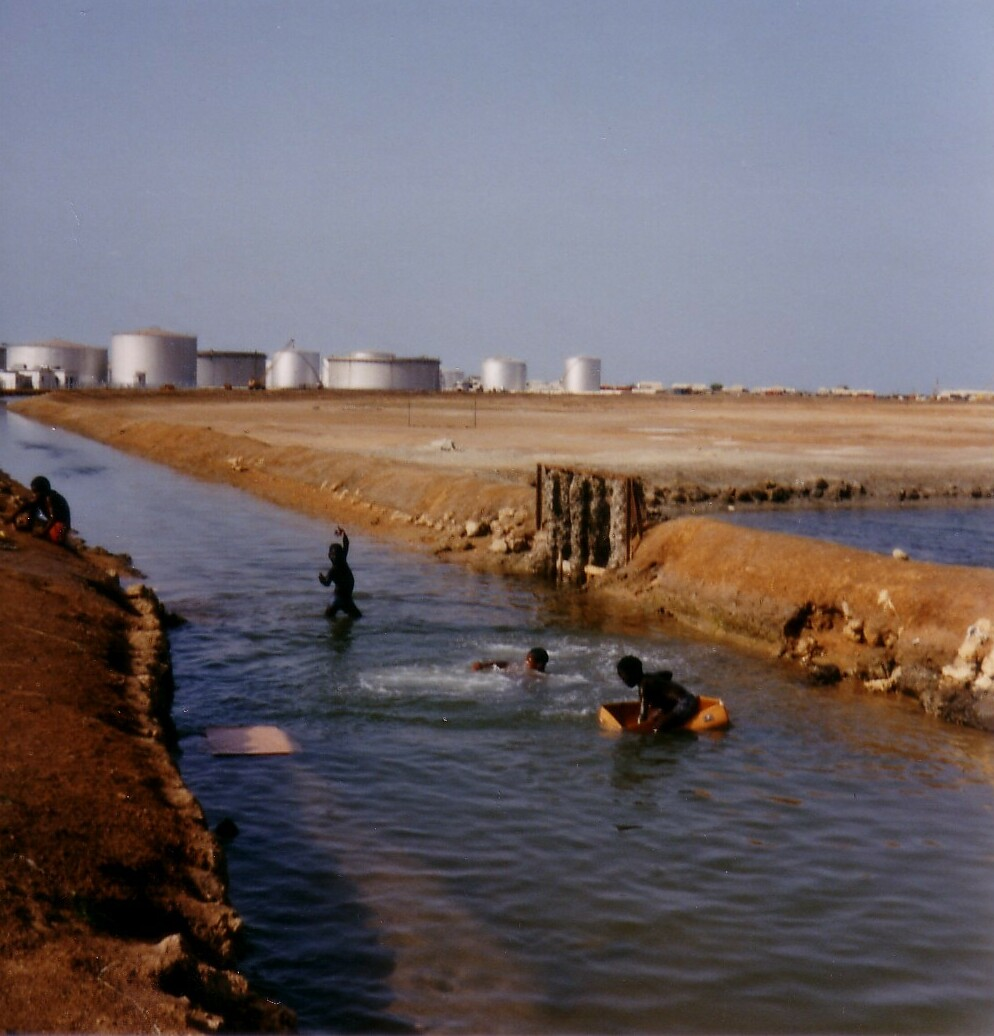
蘇丹的煉油廠

蘇丹在1970年代中期開始大規模勘探石油，在尼羅河上游地區有重大發現，在2000年10月開始出口商業量，使外匯因進口石油製品流出的情況減少。石油現時是重要出口行業，估計佔出口總額的七成至九成。石油主要出口至日本、中國、南韓、印度尼西亞和印度。
大部分石油蘊藏在該國南部穆格萊德盆地和邁盧特盆地（Melut Basin），南部油田與煉油廠以管道相連，包括哈季利季和南蘇丹猶尼提省的油田。兩條最大的石油管道是大尼羅石油管道和佩特拉達石油管道，前者從猶尼提油田（Unity oil field）經喀土穆連接至紅海沿岸的蘇丹港，全長1,600公里，而後者從邁盧特盆地的帕洛克油田（Palogue oil field）連接蘇丹港，全長1,380公里。
「尼羅河混合原油」（Nile Blend）出產於穆格萊德盆地，並在喀土穆的煉油廠提煉。2006年中國石油天然氣集團公司把喀土穆煉油廠升級，產量增加一倍至每天10萬桶（1.6萬立方米）。「達爾混合原油」（Dar Blend）出產於邁盧特盆地，在蘇丹港煉油廠提煉，每天生產21,700桶（3,450立方米）。2005年，蘇丹政府與馬來西亞國家石油簽約，在蘇丹港興建一座新煉油廠。
蘇丹的原油產量預計在2008年達到高峰。南蘇丹獨立後，蘇丹失去大量在南部的油田。

## 黃金
2012年9月，蘇丹總統奧馬爾·巴希爾開設全國第一間黃金提煉廠，將每年生產超過328噸黃金，被揣測是非洲最大的同類建築之一。經濟分析師指政府的策略是以該工廠彌補2011年南蘇丹獨立造成的石油收入損失。
該黃金提煉廠能處理白銀，將令走私到其他市場的黃金和白銀數量減少。根據路透社報導，蘇丹希望把黃金收入增加一倍至30億美元。2012年8月，蘇丹財政部指在提煉廠啟用後將禁止出口黃金礦石。

## 禁運及制裁
1997年11月3日，美國政府認為蘇丹政府支授國際恐怖主義、破壞鄰國政府的穩定和允許侵犯人權的行為，頒布13067號行政命令對該國實行貿易禁運和凍結政府所有資產，美國企業不能在蘇丹投資石油行業，因此中國、馬來西亞和印度公司成為主要投資者。

## 經濟援助
美國、荷蘭、意大利、德國、沙特阿拉伯、科威特和其他石油輸出國組織成員國一直提供該國的大部分經濟援助。非洲經濟發展阿拉伯銀行（Arab Bank for African development）在喀土穆擁有業務，反映該國是阿拉伯和非洲國家之間的經濟聯繫橋樑。世界銀行是該國開發貸款的主要來源。

## 外部連結
- 中的“蘇丹經濟”
- Sudan latest trade data on ITC Trade Map （页面存档备份，存于）
- CIA World Factbook: Sudan（页面存档备份，存于）
- Sudaninside Photos of Sudan economy (oil,dam,industrial,military)